# Serie A1 2002-2003 (pallamano maschile)
La Serie A1 2002-2003 è stata la 34ª edizione del massimo campionato nazionale italiano di pallamano maschile, organizzata dalla Federazione Italiana Giuoco Handball.
La competizione, iniziata il 21 settembre 2002 e si è conclusa il 14 maggio 2003, fu vinta dall'Handball Club Conversano per la 1ª volta nella sua storia. A retrocedere in serie A2 furono la Pallamano Tassina Rovigo e lo Sporting Club Gaeta.

## Formula del torneo

### Stagione regolare
Il campionato si svolse tra 12 squadre che si affrontarono in una fase iniziale con la formula del girone unico all'italiana con partite di andata e ritorno.

Per ogni incontro i punti assegnati in classifica sono così determinati:
- tre punti per la squadra che vinca l'incontro;
- un punto per il pareggio;
- zero punti per la squadra che perda l'incontro.

### Play off scudetto
Le squadre classificate dal 1º all'8º posto alla fine della stagione regolare parteciparono ai play off scudetto che si disputarono con la formula ad eliminazione diretta dagli ottavi di finale in poi, al meglio di due gare su tre.
La squadra 1ª classificata al termine dei play off fu proclamata campione d'Italia.

### Rettrocessioni
Le squadre classificate all'11º e al 12º posto retrocedettero direttamente in serie A2.

## Squadre partecipanti
| Città                 | Club            | Palasport               | Sponsor        | Stagione 2001-2002                    |
| --------------------- | --------------- | ----------------------- | -------------- | ------------------------------------- |
| Ascoli Piceno         | Ascoli          | Pala Galosi             | Autolelli      | 10ª in Serie A1 (Ripescato)           |
| Bologna               | Bologna United  | PalaSavena              |                | 3ª in Serie A1                        |
| Bressanone (BZ)       | Brixen          | Palasport di Bressanone | Forst Despar   | 9ª in Serie A1                        |
| Conversano (BA)       | Conversano      | Pala San Giacomo        | Papillon       | 4ª in Serie A1                        |
| Gaeta (LT)            | Gaeta           | Arena Miramare          | LG Serfina     | 1ª in Serie A2 - Girone B             |
| Imola e Mordano (BO)  | Romagna         | Palestra Cavina         | Clai           | 1ª in Serie A2 - Girone A             |
| Merano (BZ)           | Meran           | Centro Carlo Wolf       | Torggler Group | 6ª in Serie A1                        |
| Prato                 | Prato           | Pala Consiag            | Al.Pi.         | 1ª in Serie A1                        |
| Rovigo                | Tassina Rovigo  | Palasport di Rovigo     | Pan d'Este     | 3ª in Serie A1                        |
| Rubiera (RE) e Modena | Secchia         | Pala Bursi              | Gammadue       | 5ª in Serie A1                        |
| Sassari               | Jchnusa Sassari | Pala Santoru            | Terra Sarda    | 6ª in Serie A2 - Girone B (Ripescato) |
| Trieste               | Trieste         | Pala Chiarbola          | Coop Essepiù   | Campione d'Italia                     |

## Stagione regolare

### Risultati
| 21-9-2002 | 1ª/12ª giornata         | 7-12-2002 |
| --------- | ----------------------- | --------- |
| 35-22     | Prato - Rovigo          | 36-26     |
| 26-19     | Conversano - Bressanone | 28-28     |
| 25-21     | Trieste - Ascoli        | 30-23     |
| 25-26     | Bologna - Imola         | 31-25     |
| 35-24     | Merano - Sassari        | 39-30     |
| 21-20     | Gaeta - Secchia         | 15-32     |

| 12-10-2002 | 4ª/15ª giornata     | 1-2-2003 |
| ---------- | ------------------- | -------- |
| 28-27      | Ascoli - Imola      | 25-35    |
| 13-27      | Gaeta - Conversano  | 19-33    |
| 27-28      | Bressanone - Merano | 35-36    |
| 32-21      | Prato - Sassari     | 35-27    |
| 25-31      | Rovigo - Trieste    | 21-31    |
| 31-25      | Secchia - Bologna   | 21-14    |

| 2-11-2002 | 7ª/18ª giornata      | 1-3-2003 |
| --------- | -------------------- | -------- |
| 25-26     | Sassari - Secchia    | 25-35    |
| 26-16     | Imola - Rovigo       | 23-26    |
| 25-29     | Trieste - Conversano | 26-35    |
| 20-17     | Merano - Gaeta       | 28-36    |
| 24-25     | Ascoli - Bressanone  | 31-32    |
| 26-27     | Bologna - Prato      | 19-29    |

| 23-11-2002 | 10ª/21ª giornata   | 22-3-2003 |
| ---------- | ------------------ | --------- |
| 29-19      | Conversano - Imola | 37-33     |
| 31-23      | Trieste - Merano   | 26-28     |
| 25-28      | Rovigo - Secchia   | 24-24     |
| 35-30      | Prato - Ascoli     | 33-37     |
| 27-25      | Gaeta - Bressanone | 31-39     |
| 30-23      | Bologna - Sassari  | 21-22     |

| 28-9-2002 | 2ª/13ª giornata      | 14-12-2002 |
| --------- | -------------------- | ---------- |
| 25-23     | Imola - Merano       | 23-31      |
| 30-23     | Rovigo - Gaeta       | 24-24      |
| 24-24     | Bressanone - Prato   | 25-30      |
| 25-22     | Secchia - Conversano | 24-25      |
| 18-23     | Sassari - Trieste    | 26-33      |
| 25-24     | Ascoli - Bologna     | 27-35      |

| 19-10-2002 | 5ª/16ª giornata    | 8-2-2003 |
| ---------- | ------------------ | -------- |
| 32-28      | Bologna - Rovigo   | 22-23    |
| 37-30      | Sassari - Ascoli   | 24-25    |
| 23-19      | Merano - Secchia   | 29-30    |
| 23-18      | Trieste - Gaeta    | 26-20    |
| 25-23      | Imola - Bressanone | 26-37    |
| 27-24      | Conversano - Prato | 25-14    |

| 9-11-2002 | 8ª/19ª giornata      | 8-3-2003 |
| --------- | -------------------- | -------- |
| 27-25     | Prato - Merano       | 28-25    |
| 28-26     | Rovigo - Sassari     | 26-28    |
| 31-25     | Secchia - Ascoli     | 26-27    |
| 21-26     | Gaeta - Imola        | 26-30    |
| 34-19     | Conversano - Bologna | 28-25    |
| 23-25     | Bressanone - Trieste | 27-27    |

| 30-11-2002 | 11ª/22ª giornata     | 29-3-2003 |
| ---------- | -------------------- | --------- |
| 21-20      | Imola - Trieste      | 33-33     |
| 34-27      | Ascoli - Gaeta       | 32-29     |
| 24-24      | Secchia - Prato      | 34-33     |
| 22-27      | Sassari - Conversano | 26-41     |
| 34-22      | Merano - Bologna     | 30-25     |
| 29-27      | Bressanone - Rovigo  | 29-25     |

| 5-10-2002 | 3ª/14ª giornata      | 21-12-2002 |
| --------- | -------------------- | ---------- |
| 30-29     | Imola - Sassari      | 20-21      |
| 28-26     | Bologna - Bressanone | 23-24      |
| 31-21     | Conversano - Ascoli  | 31-24      |
| 31-19     | Trieste - Secchia    | 21-21      |
| 26-18     | Merano - Rovigo      | 32-22      |
| 34-23     | Prato - Gaeta        | 28-20      |

| 26-10-2002 | 6ª/17ª giornata      | 22-2-2003 |
| ---------- | -------------------- | --------- |
| 34-25      | Prato - Trieste      | 24-27     |
| 27-22      | Secchia - Imola      | 31-29     |
| 27-22      | Bressanone - Sassari | 23-24     |
| 24-29      | Ascoli - Merano      | 25-29     |
| 25-33      | Gaeta - Bologna      | 24-28     |
| 23-29      | Rovigo - Conversano  | 19-35     |

| 16-11-2002 | 9ª/20ª giornata      | 15-3-2003 |
| ---------- | -------------------- | --------- |
| 25-25      | Merano - Conversano  | 26-35     |
| 30-29      | Bressanone - Secchia | 28-34     |
| 33-29      | Ascoli - Rovigo      | 25-28     |
| 17-21      | Imola - Prato        | 28-36     |
| 30-27      | Bologna - Trieste    | 32-23     |
| 26-20      | Sassari - Gaeta      | 27-24     |

### Classifica
|  | Pos. | Squadra         | Pt | G  | V  | N | S  | GF  | GS  | D    | Note                                         |
|  | ---- | --------------- | -- | -- | -- | - | -- | --- | --- | ---- | -------------------------------------------- |
|  | 1.   | Conversano      | 59 | 22 | 19 | 2 | 1  | 659 | 499 | +160 | Qualificato alla Champions League 2003-2004  |
|  | 2.   | Prato           | 47 | 22 | 15 | 2 | 5  | 643 | 557 | +86  |                                              |
|  | 3.   | Secchia         | 42 | 22 | 13 | 3 | 6  | 591 | 543 | +48  | Qualificato alla Challenge Cup 2003-2004     |
|  | 4.   | Meran           | 40 | 22 | 14 | 1 | 7  | 624 | 574 | +50  | Qualificato alla EHF Cup 2003-2004           |
|  | 5.   | Trieste         | 39 | 22 | 12 | 3 | 7  | 589 | 551 | +38  | Qualificato alla Challenge Cup 2003-2004     |
|  | 6.   | Brixen          | 30 | 22 | 9  | 3 | 10 | 605 | 600 | +5   | Qualificato alla Coppa delle Coppe 2003-2004 |
|  | 7.   | Romagna         | 28 | 22 | 9  | 1 | 12 | 569 | 596 | -27  |                                              |
|  | 8.   | Bologna United  | 27 | 22 | 9  | 0 | 13 | 569 | 582 | -13  |                                              |
|  | 9.   | Ascoli          | 24 | 22 | 8  | 0 | 14 | 596 | 652 | -56  |                                              |
|  | 10.  | Jchnusa Sassari | 21 | 22 | 7  | 0 | 15 | 553 | 630 | -77  |                                              |
|  | 11.  | Tassina Rovigo  | 17 | 22 | 5  | 2 | 15 | 535 | 627 | -92  | Retrocesso in Serie A2 2003-2004             |
|  | 12.  | Gaeta           | 10 | 22 | 3  | 1 | 18 | 503 | 625 | -122 | Retrocesso in Serie A2 2003-2004             |

## Play off scudetto

### Tabellone principale
|  | Quarti di finale | Quarti di finale | Quarti di finale | Quarti di finale | Quarti di finale |  |  | Semifinali | Semifinali | Semifinali | Semifinali | Semifinali |    |   | Finale | Finale     | Finale     | Finale | Finale |  |
|  |                  |                  |                  |                  |                  |  |  |            |            |            |            |            |    |   |        |            |            |        |        |  |
|  | 1                | Conversano       | Conversano       | 34               | 26               |  |  |            |            |            |            |            |    |   |        |            |            |        |        |  |
|  | 8                | Bologna United   | Bologna United   | 24               | 24               |  |  | 1          | Conversano | Conversano | 30         | 30         |    |   |        |            |            |        |        |  |
|  | 4                | Meran            | Meran            | 31               | 32               |  |  | 4          | Meran      | Meran      | 23         | 26         |    |   |        |            |            |        |        |  |
|  | 5                | Trieste          | Trieste          | 19               | 27               |  |  |            |            |            |            |            |    |   | 1      | Conversano | Conversano | 27     | 5      |  |
|  | 2                | Prato            | Prato            | 35               | 35               |  |  |            |            | 2          | Prato      | Prato      | 17 | 0 |        |            |            |        |        |  |
|  | 7                | Romagna          | Romagna          | 28               | 24               |  |  | 2          | Prato      | Prato      | 30         | 29         |    |   |        |            |            |        |        |  |
|  | 3                | Secchia          | 24               | 30               | 28               |  |  | 3          | Secchia    | Secchia    | 22         | 27         |    |   |        |            |            |        |        |  |
|  | 6                | Brixen           | 26               | 29               | 24               |  |  |            |            |            |            |            |    |   |        |            |            |        |        |  |

### Risultati

#### Quarti di finale
| Squadra 1  | Squadra 2      | Gara 1                    | Gara 2                    | Gara 3                  |
| ---------- | -------------- | ------------------------- | ------------------------- | ----------------------- |
| Conversano | Bologna United | Conversano, 5 aprile 2003 | Bologna, 9 aprile 2003    |                         |
| Conversano | Bologna United | 34 - 24                   | 26 - 24                   |                         |
| Prato      | Romagna        | Prato, 5 aprile 2003      | Imola, 9 aprile 2003      |                         |
| Prato      | Romagna        | 35 - 28                   | 35 - 24                   |                         |
| Secchia    | Brixen         | Rubiera, 5 aprile 2003    | Bressanone, 9 aprile 2003 | Rubiera, 12 aprile 2003 |
| Secchia    | Brixen         | 24 - 26                   | 30 - 29                   | 28 - 24                 |
| Meran      | Trieste        | Merano, 5 aprile 2003     | Trieste, 9 aprile 2003    |                         |
| Meran      | Trieste        | 31 - 19                   | 32 - 27                   |                         |

#### Semifinali
| Squadra 1  | Squadra 2 | Gara 1                     | Gara 2                 | Gara 3 |
| ---------- | --------- | -------------------------- | ---------------------- | ------ |
| Conversano | Meran     | Conversano, 26 aprile 2003 | Merano, 3 maggio 2003  |        |
| Conversano | Meran     | 30 - 23                    | 30 - 26                |        |
| Prato      | Secchia   | Prato, 26 aprile 2003      | Rubiera, 3 maggio 2003 |        |
| Prato      | Secchia   | 30 - 22                    | 29 - 27                |        |

#### Finale 3º/4º posto
| Squadra 1 | Squadra 2 | Gara 1                  | Gara 2                 | Gara 3 |
| --------- | --------- | ----------------------- | ---------------------- | ------ |
| Secchia   | Meran     | Rubiera, 10 maggio 2003 | Merano, 17 maggio 2003 |        |
| Secchia   | Meran     | 31 - 36                 | 28 - 41                |        |

#### Finale Scudetto
| Squadra 1  | Squadra 2 | Gara 1                     | Gara 2                | Gara 3 |
| ---------- | --------- | -------------------------- | --------------------- | ------ |
| Conversano | Prato     | Conversano, 10 maggio 2003 | Prato, 14 maggio 2003 |        |
| Conversano | Prato     | 27 - 17                    | 5 - 0                 |        |

## Campioni
| Campione d'Italia 2002-2003        |
| ---------------------------------- |
| Handball Club Conversano 1º titolo |

## Classifica marcatori
Di seguito viene riportata la classifica dei primi 3 miglior realizzatori del torneo.
| Pos. | Nazione                         | Nome          | Club                          | Reti |
| ---- | ------------------------------- | ------------- | ----------------------------- | ---- |
| 1    | Bosnia ed Erzegovina (bandiera) | Damir Doborac | Pallamano Prato               | 183  |
| 2    | Croazia (bandiera)              | Domagoj Kuže  | Tassina Rovigo                | 156  |
| 3    | Croazia (bandiera)              | Miro Barišić  | Südtiroler Sportverein Brixen | 145  |